# 75 Cancri
75 Cancri (75 Cnc) es un sistema estelar en la constelación de Cáncer —el cangrejo— de magnitud aparente +5,98.
Se encuentra a 101 años luz del sistema solar y su cinemática sugiere que forma parte de la llamada «Corriente de Hércules».
La componente principal del sistema es una subgigante amarilla de tipo espectral G5IV-V cuya temperatura efectiva es de 5741 ± 40 K.
Gira sobre sí misma con una velocidad de rotación de 6 km/s y no existe una estimación precisa de su masa, estando comprendida entre 0,9 y 1,2 masas solares.
La componente secundaria, de la que apenas se sabe nada, puede tener una masa un 29% menor que la masa solar.
El período orbital de esta binaria es de 19,412 días y la órbita es moderadamente excéntrica (ε = 0,20).
En cuanto a su composición elemental, 75 Cancri tiene una  metalicidad —abundancia relativa de elementos más pesados que el helio— probablemente parecida a la solar, con valores para su índice de metalicidad [Fe/H] comprendidos entre +0,08 y -0,09, dependiendo de la fuente consultada.
Los niveles de diversos elementos evaluados como calcio, vanadio, cromo y níquel siguen la misma tendencia que el hierro.
La edad aproximada de este sistema está comprendida entre 5900 y 6723 millones de años.